# Orbea longii
Orbea longii är en oleanderväxtart som först beskrevs av C.A.Lückh., och fick sitt nu gällande namn av Peter Vincent Bruyns. Orbea longii ingår i släktet Orbea och familjen oleanderväxter. Inga underarter finns listade i Catalogue of Life.